# シュテファン・クラフト
- ステファン・クラフト

シュテファン・クラフト（Stefan Kraft、1993年5月13日 - ）はオーストリア のスキージャンプ選手である。2017年の世界選手権個人2冠や、3回のワールドカップ総合優勝を果たし、ワールドカップ通算表彰台126回は男女通じて歴代最多である。

## 経歴
クラフトのスキージャンプ・ワールドカップデビューは2012年1月のビショフスホーフェンであった。 彼はワールドカップで12勝、2014/15シーズンのスキージャンプ週間で総合優勝している。個人記録はヴィケルスンで2017年に記録した253.5mでこれは同ジャンプ台のヒルレコードかつ、ドメン・プレブツ2025年3月30日にプラニツァで254.5mを記録するまで最長不倒距離の世界記録だった。ファールンの2015年ノルディックスキー世界選手権 では男子団体ラージヒルで銀メダル、個人ノーマルヒルで銅メダルを獲得している。
2016/17シーズンはラハティの2017年ノルディックスキー世界選手権 では個人二冠、混合団体では銀メダル、男子団体ラージヒルで銅メダルを獲得した。今シーズンからスキージャンプ・ワールドカップの一部として開催されたRaw Airの初代タイトルを獲得し、また世界選手権後のワールドカップで4勝を挙げ自身初の総合優勝を達成した。
2017/18シーズンは前年度総合王者、世界選手権個人二冠また平昌プレ大会2試合で1位、2位であり平昌五輪の金メダル有力候補と目されたが個人ノーマルヒル13位、個人ラージヒル18位、団体戦4位であった。平昌五輪時点では総合7位だったが、総合4位まで巻き返しシーズンを終えた。
2018/19シーズンは序盤やや出遅れたがジャンプ週間から表彰台に度々上がるようになりザコパネから札幌2連戦にかけて3連勝した。世界選手権は地元開催、世界選手権個人種目前回王者ということで期待がかかったが個人種目では個人ラージヒル6位、個人ノーマルヒル銅メダル獲得にとどまった。男子団体ラージヒル、混合団体ではともに銀メダルを獲得した。世界選手権後は小林陵侑とRaw Airのタイトルを激しく争ったがヴィケルスン個人戦で3位だったクラフトを同試合で2位に入った小林が2.9ポイント上回り2度目のタイトル獲得はならなかった。総合2位でシーズンを終えた。
2019/20シーズンはワールドカップで優勝5回、2位8回など着実にポイントを重ね、2度目の総合優勝を飾った。
2020/21シーズンは、序盤に新型コロナウイルス感染症にかかり、また背中の痛みなどを抱えたため全般に不調であったが、世界選手権個人ラージヒルでは優勝を果たした。また、男子団体2位、混合団体3位のメンバーとなった。
2021/22シーズンはワールドカップで予選落ちや一時離脱があったが、Raw Airを制するなど特に後半で盛り返し、優勝4回、3位5回で総合5位となった。北京オリンピック( 中国)は個人ノーマルヒルは10位、個人ラージヒルは13位、混合団体ノーマルヒルは5位のメンバーとなり、男子団体は金メダルのメンバーとなった。フライング世界選手権ヴィケルスン大会（ ノルウェー）は個人戦で3位となった。

## 主な競技成績

### 冬季オリンピック
- 2018年平昌オリンピック ( 韓国)
  - 個人ノーマルヒル 13位
  - 個人ラージヒル 8位
  - 男子団体ラージヒル 4位

- 2022年北京オリンピック ( 中国)
  - 個人ノーマルヒル 10位
  - 個人ラージヒル 13位
  - 混合団体ノーマルヒル 5位
  - 男子団体ラージヒル 1位

### 世界選手権
- 2013年ヴァル・ディ・フィエンメ大会 ( イタリア)
  - 個人ノーマルヒル 33位
  - 個人ラージヒル 23位
- 2015年ファールン大会 ( スウェーデン)
  - 個人ノーマルヒル 3位
  - 個人ラージヒル 5位
  - 男子団体ラージヒル 2位
  - 混合団体ノーマルヒル  4位
- 2017年ラハティ大会 ( フィンランド)
  - 個人ノーマルヒル 1位
  - 個人ラージヒル 1位
  - 男子団体ラージヒル 3位
  - 混合団体ノーマルヒル  2位
- 2019年ゼーフェルト大会 ( オーストリア)
  - 個人ノーマルヒル 3位
  - 個人ラージヒル 6位
  - 男子団体ラージヒル 2位
  - 混合団体ノーマルヒル  2位
- 2021年オーベルストドルフ大会 ( ドイツ)
  - 個人ノーマルヒル 10位
  - 個人ラージヒル 1位
  - 男子団体ラージヒル 2位
  - 混合団体ノーマルヒル  3位
- 2023年プラニツァ大会 ( スロベニア)
  - 個人ノーマルヒル 4位
  - 個人ラージヒル  6位
  - 男子団体ラージヒル 3位
  - 混合団体ノーマルヒル 4位
- 2025年トロンハイム大会（ ノルウェー）
  - 個人ノーマルヒル 6位
  - 個人ラージヒル 12位
  - 混合団体ラージヒル 3位
  - 男子団体ラージヒル 3位

### スキーフライング世界選手権
- 2014年ハラコフ大会 ( チェコ)
  - 個人 11位
- 2016年バート・ミッテルンドルフ大会 ( オーストリア)
  - 個人 3位
  - 団体 3位
- 2018年オーベルストドルフ大会 ( ドイツ)
  - 個人 4位
  - 団体 5位
- 2022年ヴィケルスン大会 ( ノルウェー)
  - 個人 3位
  - 団体 4位
- 2024年バート・ミッテルンドルフ大会 ( オーストリア)
  - 個人 1位
  - 団体 2位

### ジュニア世界選手権
- 2011年オテパー大会 ( エストニア)
  - 男子個人 2位
  - 男子団体 1位
- 2013年エルズルム大会 ( トルコ)
  - 男子個人 7位
  - 男子団体 3位
- 2013年リベレツ大会 ( チェコ)
  - 男子個人 3位
  - 男子団体 4位

### ワールドカップ

#### 総合順位
| 季節    | 総合 | 4H   | SF   | RA  |
| ------- | ---- | ---- | ---- | --- |
| 2011/12 | –    | 67位 | –    | N/A |
| 2012/13 | 31位 | 40位 | 32位 | N/A |
| 2013/14 | 10位 | 27位 | 29位 | N/A |
| 2014/15 | 3位  | 1位  | 7位  | N/A |
| 2015/16 | 6位  | 5位  | 7位  | N/A |
| 2016/17 | 1位  | 6位  | 1位  | 1位 |
| 2017/18 | 4位  | 20位 | 4位  | 4位 |
| 2018/19 | 2位  | 17位 | 8位  | 2位 |
| 2019/20 | 1位  | 5位  | 1位  | 8位 |
| 2020/21 | 17位 | 8位  | 22位 | N/A |
| 2021/22 | 5位  | 26位 | 3位  | 1位 |
| 2022/23 | 2位  | 6位  | 1位  | 2位 |
| 2023/24 | 1位  | 3位  | 2位  | 1位 |
| 2024/25 | 3位  | 3位  | 8位  | 7位 |

#### 勝利
| No. | Season  | Date           | Location                 | Hill                                        | Size |
| --- | ------- | -------------- | ------------------------ | ------------------------------------------- | ---- |
| 1   | 2014/15 | 2014年12月29日 | オーベルストドルフ       | Schattenbergschanze HS137 （夜間）          | LH   |
| 2   | 2014/15 | 2015年1月15日  | ヴィスワ                 | Malinka HS134 （夜間）                      | LH   |
| 3   | 2014/15 | 2015年3月8日   | ラハティ                 | Salpausselkä HS130                          | LH   |
| 4   | 2015/16 | 2016年1月24日  | ザコパネ                 | Wielka Krokiew HS134                        | LH   |
| 5   | 2016/17 | 2016年12月30日 | オーベルストドルフ       | Schattenbergschanze HS137 (night)           | LH   |
| 6   | 2016/17 | 2017年2月4日   | オーベルストドルフ       | Heini-Klopfer-Skiflugschanze HS225 （夜間） | FH   |
| 7   | 2016/17 | 2017年2月5日   | オーベルストドルフ       | Heini-Klopfer-Skiflugschanze HS225          | FH   |
| 8   | 2016/17 | 2017年2月15日  | 平昌                     | Alpensia Ski Jumping Centre HS140 （夜間）  | LH   |
| 9   | 2016/17 | 2017年3月12日  | オスロ                   | ホルメンコーレンジャンプ競技場 HS134        | LH   |
| 10  | 2016/17 | 2017年3月16日  | トロンハイム             | Granåsen HS140                              | LH   |
| 11  | 2016/17 | 2017年3月24日  | プラニツァ               | レタウニツァ・ブラトウ・ゴリシェク HS225    | FH   |
| 12  | 2016/17 | 2017年3月26日  | プラニツァ               | レタウニツァ・ブラトウ・ゴリシェク HS225    | FH   |
| 13  | 2018/19 | 2019年1月20日  | ザコパネ                 | Wielka Krokiew HS140                        | LH   |
| 14  | 2018/19 | 2019年1月26日  | 札幌                     | 大倉山 HS137                                | LH   |
| 15  | 2018/19 | 2019年1月27日  | 札幌                     | 大倉山 HS137                                | LH   |
| 16  | 2018/19 | 2019年3月12日  | リレハンメル             | Lysgårdsbakken HS140                        | LH   |
| 17  | 2019/20 | 2019年12月8日  | ニジニ・タギル           | Tramplin Stork HS120                        | LH   |
| 18  | 2019/20 | 2020年2月2日   | 札幌                     | 大倉山 HS137                                | LH   |
| 19  | 2019/20 | 2020年2月16日  | バート・ミッテルンドルフ | Kulm HS200                                  | FH   |
| 20  | 2019/20 | 2020年2月22日  | ルシュノヴ               | ルシュノブジャンプ競技場 HS97               | NH   |
| 21  | 2019/20 | 2020年2月28日  | ラハティ                 | Salpausselkä HS130                          | LH   |
| 22  | 2021/22 | 2021年12月11日 | クリンゲンタール         | Vogtland Arena HS140                        | LH   |
| 23  | 2021/22 | 2022年2月25日  | ラハティ                 | Salpausselkä HS130                          | LH   |
| 24  | 2021/22 | 2022年3月3日   | リレハンメル             | Lysgårdsbakken HS140                        | LH   |
| 25  | 2021/22 | 2022年3月19日  | オーベルストドルフ       | Heini-Klopfer-Skiflugschanze HS235          | FH   |

#### 個人(121)
| シーズン | 1                | 2            | 3                | 4               | 5                | 6                | 7              | 8                  | 9                                | 10                               | 11                               | 12                   | 13                   | 14           | 15           | 16                 | 17                 | 18           | 19           | 20               | 21                 | 22               | 23           | 24           | 25           | 26               | 27           | 28         | 29         | 30         | 31         | ポイント |
| 2011/12  | クウサモ         | リレハンメル | リレハンメル     | ハラコフ        | ハラコフ         | エンゲルベルク   | エンゲルベルク | オーベルストドルフ | ガルミッシュ・パルテンキルヒェン | インスブルック                   | ビショフスホーフェン             | Bad Mitterndorf      | Bad Mitterndorf      | ザコパネ     | ザコパネ     | 札幌               | 札幌               | Predazzo     | Predazzo     | ヴィリンゲン     | オーベルストドルフ | ラハティ         | トロンハイム | オスロ       | プラニツァ   | プラニツァ       |              |            |            |            |            | 0        |
| 2011/12  | –                | –            | –                | –               | –                | –                | –              | –                  | –                                | q                                | 54                               | –                    | –                    | –            | –            | –                  | –                  | –            | –            | –                | –                  | –                | –            | –            | –            | –                |              |            |            |            |            | 0        |
| 2012/13  | リレハンメル     | リレハンメル | クウサモ         | Krasnaja Polana | Krasnaja Polana  | エンゲルベルク   | エンゲルベルク | オーベルストドルフ | ガルミッシュ・パルテンキルヒェン | インスブルック                   | ビショフスホーフェン             | ヴィスワ             | ザコパネ             | 札幌         | 札幌         | ヴィケルスン       | ヴィケルスン       | ハラコフ     | ハラコフ     | クリンゲンタール | オーベルストドルフ | ラハティ         | クオピオ     | トロンハイム | オスロ       | プラニツァ       | プラニツァ   |            |            |            |            | 202      |
| 2012/13  | –                | –            | –                | –               | –                | –                | –              | –                  | –                                | 23                               | 3                                | 28                   | 11                   | –            | –            | –                  | –                  | –            | –            | 19               | 11                 | 38               | 6            | 14           | 42           | 27               | 22           |            |            |            |            | 202      |
| 2013/14  | クリンゲンタール | クウサモ     | リレハンメル     | リレハンメル    | Titisee-Neustadt | Titisee-Neustadt | エンゲルベルク | エンゲルベルク     | オーベルストドルフ               | ガルミッシュ・パルテンキルヒェン | インスブルック                   | ビショフスホーフェン | タウプリッツ         | タウプリッツ | ヴィスワ     | ザコパネ           | 札幌               | 札幌         | ヴィリンゲン | ヴィリンゲン     | Falun              | ラハティ         | ラハティ     | クオピオ     | トロンハイム | オスロ           | プラニツァ   | プラニツァ |            |            |            | 539      |
| 2013/14  | 14               | q            | 22               | 25              | 25               | 19               | 12             | 13                 | 50                               | 30                               | 12                               | 20                   | 33                   | 21           | 21           | 22                 | 24                 | 16           | 15           | 7                | 5                  | 2                | 4            | 9            | 11           | 8                | 13           | 9          |            |            |            | 539      |
| 2014/15  | クリンゲンタール | クウサモ     | クウサモ         | リレハンメル    | リレハンメル     | ニジニ・タギル   | ニジニ・タギル | エンゲルベルク     | エンゲルベルク                   | オーベルストドルフ               | ガルミッシュ・パルテンキルヒェン | インスブルック       | ビショフスホーフェン | タウプリッツ | ヴィスワ     | ザコパネ           | 札幌               | 札幌         | ヴィリンゲン | ヴィリンゲン     | Titisee-Neustadt   | Titisee-Neustadt | ヴィケルスン | ヴィケルスン | ラハティ     | クオピオ         | トロンハイム | オスロ     | オスロ     | プラニツァ | プラニツァ | 1578     |
| 2014/15  | 2                | 13           | 13               | 17              | 11               | 4                | 3              | 6                  | 9                                | 1                                | 6                                | 2                    | 3                    | 2            | 1            | 2                  | 2                  | 4            | 7            | 6                | 2                  | 5                | –            | –            | 1            | 3                | 9            | 10         | 5          | 3          | 4          | 1578     |
| 2015/16  | クリンゲンタール | リレハンメル | リレハンメル     | ニジニ・タギル  | ニジニ・タギル   | エンゲルベルク   | エンゲルベルク | オーベルストドルフ | ガルミッシュ・パルテンキルヒェン | インスブルック                   | ビショフスホーフェン             | ヴィリンゲン         | ザコパネ             | 札幌         | 札幌         | トロンハイム       | ヴィケルスン       | ヴィケルスン | ヴィケルスン | ラハティ         | ラハティ           | クオピオ         | アルマトイ   | アルマトイ   | ヴィスワ     | Titisee-Neustadt | プラニツァ   | プラニツァ | プラニツァ |            |            | 1006     |
| 2015/16  | 6                | 4            | 14               | 22              | 27               | 7                | 8              | 7                  | 9                                | 11                               | 4                                | 4                    | 1                    | –            | –            | 2                  | 5                  | 6            | 2            | 11               | 8                  | 3                | 11           | 4            | 21           | 22               | 10           | 12         | 10         |            |            | 1006     |
| 2016/17  | クウサモ         | クウサモ     | クリンゲンタール | リレハンメル    | リレハンメル     | エンゲルベルク   | エンゲルベルク | オーベルストドルフ | ガルミッシュ・パルテンキルヒェン | インスブルック                   | ビショフスホーフェン             | ヴィスワ             | ヴィスワ             | ザコパネ     | ヴィリンゲン | オーベルストドルフ | オーベルストドルフ | 札幌         | 札幌         | 平昌             | 平昌               | オスロ           | リレハンメル | トロンハイム | ヴィケルスン | プラニツァ       | プラニツァ   |            |            |            |            | 1665     |
| 2016/17  | 9                | 4            | 3                | 3               | 8                | 6                | 3              | 1                  | 3                                | 18                               | 25                               | 2                    | 4                    | –            | 2            | 1                  | 1                  | 3            | 3            | 1                | 2                  | 1                | –            | 1            | 5            | 1                | 1            |            |            |            |            | 1665     |